# Rhinocypha drusilla
Rhinocypha drusilla är en trollsländeart som beskrevs av James George Needham 1930. Rhinocypha drusilla ingår i släktet Rhinocypha och familjen Chlorocyphidae. Inga underarter finns listade i Catalogue of Life.